# Área de endemismo
Se denomina área de endemismo a la zona en que, por factores históricos y ecológicos, se superponen las geonemias de dos o más taxones, los que son considerados homologías biogeográficas primarias, al presumirse que esta congruencia es el resultado de una historia biogeográfica común.
El conocer las áreas de endemismo posibilita una correcta estrategia de planificación territorial, al permitir el desarrollo productivo y la explotación de los recursos naturales sin comprometer el patrimonio biológico y los servicios ecosistémicos que la biodiversidad brinda, ayudando a orientar los esfuerzos destinados a la creación de áreas silvestres protegidas.

## Generalidades
Respondiendo a un concepto de la biogeografía histórica, las áreas de endemismo exhiben biotas únicas que son el reflejo de su historia evolutiva en relación con las unidades geográficas. Estas áreas, además, representan zonas de elevado valor para la conservación biológica, por lo que el indagar sus ubicaciones permite posteriormente desarrollar un marco de referencia a la hora de evaluar prioridades de conservación de los recursos bióticos, los cuales conforman el patrimonio ambiental de un país, bienes que son fuente de recursos farmacéuticos, alimenticios, genéticos, de uso cultural, tradicional, etc. Su correcta delimitación permite obtener una herramienta de utilidad para definir estrategias productivas como parte de un ordenamiento territorial.
El estudio de las áreas de endemismo permite comprender las pautas en la distribución de los taxones a través del tiempo y del espacio. Su identificación permite establecer patrones biogeográficos, limitados a un taxón particular (por ejemplo, aves, mamíferos, reptiles, etc.), a un reino (por ejemplo, plantas) o a gran parte de la biodiversidad existente en un territorio determinado.

## Historia y métodos para identificarlas
En el año 1988, Brian R. Rosen y Andrew B. Smith fueron los primeros autores en describir el concepto de áreas de endemismo y proponer un sistema para su identificación, el método de análisis de parsimonia de endemismos (PAE), mediante el cual las localidades con colectas se tratan como taxones y la presencia o ausencia de los taxones como estados de carácter. En el año 1994, Juan J. Morrone hizo un pequeño cambio, desechó la utilización de las localidades de colecta, reemplazándolas por grillas de cuadrículas. Con este método se logra la formación de un modelo en donde las áreas identificadas mantienen entre sí relaciones filogenéticas jerárquicas, razón por la cual recibió críticas; a pesar de ello, ha sido el más utilizado.
Otros métodos empleados para definirlas, pero que no implican relaciones filogenéticas jerárquicas entre ellas, son: la interpolación geográfica de endemismos (GIE), el análisis de endemicidad o criterio de optimización (AE), y el método de análisis de redes (NAM).